# Head coach della nazionale maschile di football americano dell'Italia
Questa è la lista completa degli head coach della nazionale maschile di football americano dell'Italia.
Il primo head coach fu Ray Semko, che guidò la nazionale dal 1981 al 1984. Semko ha portato il Blue Team alle vittorie dell'Europeo del 1983.
Gli head coach che hanno guidato per più incontri la nazionale italiana sono invece Mario Russo e Davide Giuliano, per 14 gare ciascuno, il primo dal 1988 al 1997 e il secondo dal 2014 al 2023; Giuliano ha portato il Blue Team alla conquista dell'Europeo del 2021.
Altro head coach del passato degno di nota è Jerry Douglas, vincitore dell'Europeo del 1987.
L'attuale head coach della nazionale è Brian Michitti, succeduto a Davide Giuliano, dimessosi il 7 novembre 2023.

## Elenco cronologico
Di seguito l'elenco cronologico degli head coach della Nazionale maschile di football americano dell'Italia:
Dati aggiornati al 4 novembre 2024.
|  | Ray Semko          | Ray Semko          | 1981             | 14 giugno 1981 | 1983            | 1984              | 6  |
|  | Jerry Douglas      | Jerry Douglas      | 1985             | 10 luglio 1985 | 23 agosto 1987  | 1987              | 8  |
|  | Mario Russo        | Mario Russo        | 1988             | 1989           | 19 luglio 1997  | 1998              | 14 |
|  | Mike Wyatt         | Mike Wyatt         | 1999             | -              | -               | 1999              | 0  |
|  | Giorgio Longhi     | Giorgio Longhi     | 1999             | 24 giugno 1999 | 2 agosto 2003   | 2008              | 7  |
|  | Brock Olivo        | Brock Olivo        | 2009             | 25 luglio 2009 | 5 marzo 2011    | 26 maggio 2011    | 8  |
|  | Vincent Argondizzo | Vincent Argondizzo | 30 giugno 2011   | 21 luglio 2011 | 21 luglio 2012  | 2013              | 7  |
|  | John Mackovic      | John Mackovic      | 2 dicembre 2013  | 11 maggio 2014 | 11 maggio 2014  | 26 settembre 2014 | 1  |
|  | Davide Giuliano    | Davide Giuliano    | 10 ottobre 2014  | 9 gennaio 2015 | 28 ottobre 2023 | 7 novembre 2023   | 14 |
|  | Brian Michitti     | Brian Michitti     | 13 novembre 2023 |                |                 |                   |    |